# Perioada albastră (Picasso)

Femeie care calcă haine (La Repasseuse), pictură din 1901, corespunzând începutului perioadei albastre a lui Picasso.

Perioada albastră este o perioadă importantă în producția artistică a lui Pablo Picasso, situată temporal aproximativ între 1901 și 1904. Perioada își ia numele de la nuanța dominantă în albastru, la care se adaugă multiple nuanțe de gri și negru, a picturilor pictate de tânărul artist, pe atunci având doar 20 de ani și ceva.
De asemenea, această perioadă constituie prima dintre cele zece variațiuni stilistice (după unii critici de artă) sau doar opt (după alții), pe care ar urma a experimenta producția artistică a lui Picasso. Perioada albastră precede perioada sa roz (1904 - 1906 / 1907).

## Istoric

### Alegerea albastrului
În iunie 1901, mai multe lucrări ale lui Pablo Picasso, toate terminate înainte de februarie 1901, au fost expuse pentru prima dată, în Franța, la galeria comerciantului de artă Ambroise Vollard. Marele artist în devenire va prezenta picturi viu colorate, care fac parte din mișcarea artistică post-impresionistă a vremii. Totuși, în decursul verii, a aceluiași an, în chip doar aparent „miraculos,” albastrul (urmat de gri și negru) își face treptat apariția, în picturile artistului, din ce în ce mai frecvent.
Alegerea acestei culori reci, adesea însoțită de tonuri închise, de gri și de negru, a fost atunci, foarte probabil, puternica reacție a artistului - deși nu imediată - la moartea tragică a prietenului său Carles Casagemas, care s-a sinucis din dragoste, pentru boema pariziană a timpului, actrița și dansatoarea de cabaret Germaine Pichot, în februarie 1901.
O a două posibilă variantă, propusă de anumiți critici, pentru alegerea albastrului, dar și a multor nuanțe de gri, ar mai fi că, în fața succesului postimpresionismului, spaniolul ar fi ales să se „elibereze” de moștenirea acestuia, alegând o direcție artistică mai radicală.  Această culoare poate fi considerată, în sfârșit, o provocare pentru unii artiști plastici, precum Toulouse-Lautrec sau Christian Steinlen, care apoi le influențează semnificativ opera lor plastică. Steinlen reprezintă, de asemenea, viața de noapte a persoanelor marginalizate sub lumina artificială, albastră, a iluminatului electric.  .

### Perioada albastră
Moartea lui Casagemas, acest compatriot, prieten foarte apropiat al lui Picasso, finalizată prin sinuciderea cu un pistol, la 17 februarie 1901, va fi „ultimul tablou” al perioadei realizat în nuanțe calde și luminoase. Lucrarea „Casagemas în sicriul său,” pictat la sfârșitul anului, este considerată prima lucrare efectivă a „Epocii Albastre” a artistului vizual spaniol. Picasso a intrat apoi în depresie. „Mă gândeam la Casagemas, pentru că am început să pictez albastru.”
| “ | C’est en pensant à Casagemas que je me suis mis à peindre en bleu. | ” |

— Pablo Picasso 
Instalat în Montmartre, încă din 1900, alături de mulți compatrioți, care formaseră o veritabilă „colonie spaniolă,” Picasso trăiește în condiții precare. La aceast fapt se adaugă puternicul sentiment de dezrădăcinare față de țara sa natală. Această combinație îi inspiră și îi instituie sentimente de melancolie și nostalgie. Ca o formă de răspuns, artistul va multiplica apoi referirile la marii artisti și la cultura Spaniei sale natale.

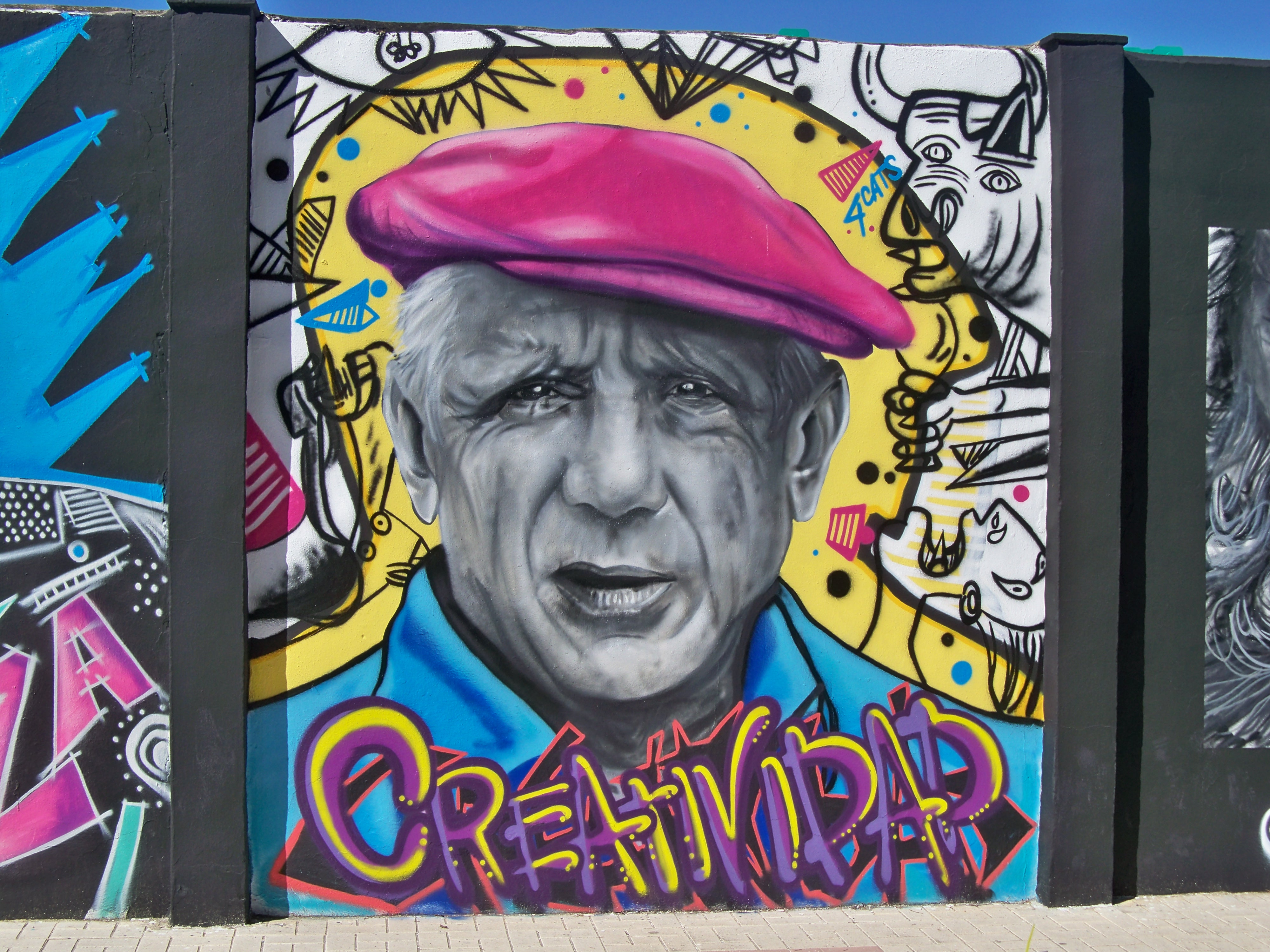
Graffiti —— Pablo Picasso – Anii 2010 - 2020

În același an 1901, îl cunoaște pe doctorul Louis Jullien, specializat în boli venerice, care lucra la spitalul închisorii de femei Saint-Lazare, din Paris. Doctorul îi acordă lui Pablo Picasso dreptul de a vizita deținuții ca parte a muncii sale și astfel Picasso începe să lucreze la o serie de picturi având ca decor lumea închisorii. Majoritatea lucrărilor sale, pe această temă, au tendința de a sacraliza figura feminină, prezentând-o ca fiind comparabilă cu o Madonă sau precum o |Fecioară cu Pruncul. Fapt cunoscut, prizonierii, majoritatea prostituate, erau autorizați să locuiască cu copiii lor în închisoare.,
În același timp, inspirat și motivat de condițiile mizerabile ale vieților deținuților, Picasso s-a îndreptat și către subiecte noi, precum erau subiectele despre cei săraci și cei excluși din societate. Toate aceste lucrări, erau mereu accentuate de nuanțe albastre, gri și închise. Criticii și publicul, care îl primiseră totuși la sosirea lui la Paris, au avut reacții de respingere față de aceste lucrări ale sale.,
În 1902, a avut în sfârșit ocazia de a își prezenta, pentru prima dată publicului, „pânzele albastre.” A făcut-o în timpul unei expoziții, organizate de comercianta de artă și formatoarea de gust artistic Berthe Weill. Cu această ocazie, este pentru prima dată când artistul spaniol, strămutat în Montmartre, vinde lucrări în Franța.,,

### Tranziția de la albastru la roz
După ce valoarea monetizată a artei sale, concretizată în vinderea lucrărilor pe care le expusese, a crescut constant, artistul a trecut de la condiții de viață precare, la limita subzistenței, la o viață din ce în ce mai bună, chiar îndestulată.
Întâlnirea lui Picasso cu Fernande Olivier, în anul 1904 a marcat un punct de cotitură în viața artistului, Fernande devenind a devenit însoțitoarea, modelul, partenera și muza lui. În același timp, Pablo Picasso s-a împrietenit cu mulți artiști din cartierul Montmartre, începând să ducă o viață mai lipsită de griji și plină de călătorii, întâlniri și petreceri unde a asistat la spectacole ale actorilor deghizați ai vremii și ai acrobaților. 
Această nouă viață, mai lipsită de preocupările zilei de mâine și mai veselă, are un impact pozitiv asupra calității și aspectului estetic al muncii sale. Treptat, subiectele evoluează, făcând loc figurii actorului deghizat, actorului de circ, saltimbancului și acrobatului. Nuanțele de albastru se vor estompa treptat în favoarea tonurilor de roz. Ca atare, de la albastru la roz, aceasta devenise esența acelui timp, constituind începutul perioadei roz. 

## Motive și inspirații
Perioada albastră este marcată de teme despre moarte, melancolie, mizerie, bătrânețe, sărăcie și moarte. Picturile sale sunt monocrome, cu o compoziție simplă și austeră, lipsite de repere spațiale și impregnate de simbolism. Culorile predominante sunt albastru, gri și negru.
Picturile sale manieriste, impregnate de mizerabilism, evocă pictura realistă a Epocii de Aur spaniole. Găsim, în particular, influența lui El Greco, mai ales în „Autoportret" sau în „Două surori.” De asemenea, Pablo Picasso s-a inspirat și din arta religioasă, evocând reprezentări ale Fecioarei Maria și figurile ascetice medievale ale celor îndoliați.
Pictura sa „La Célestine” (Femeia cu fata de perna), pictată în 1904, reprezintă reluarea personajului omonim creat de scriitorul spaniol Fernando de Rojas. , , 

## Galerie de imagini

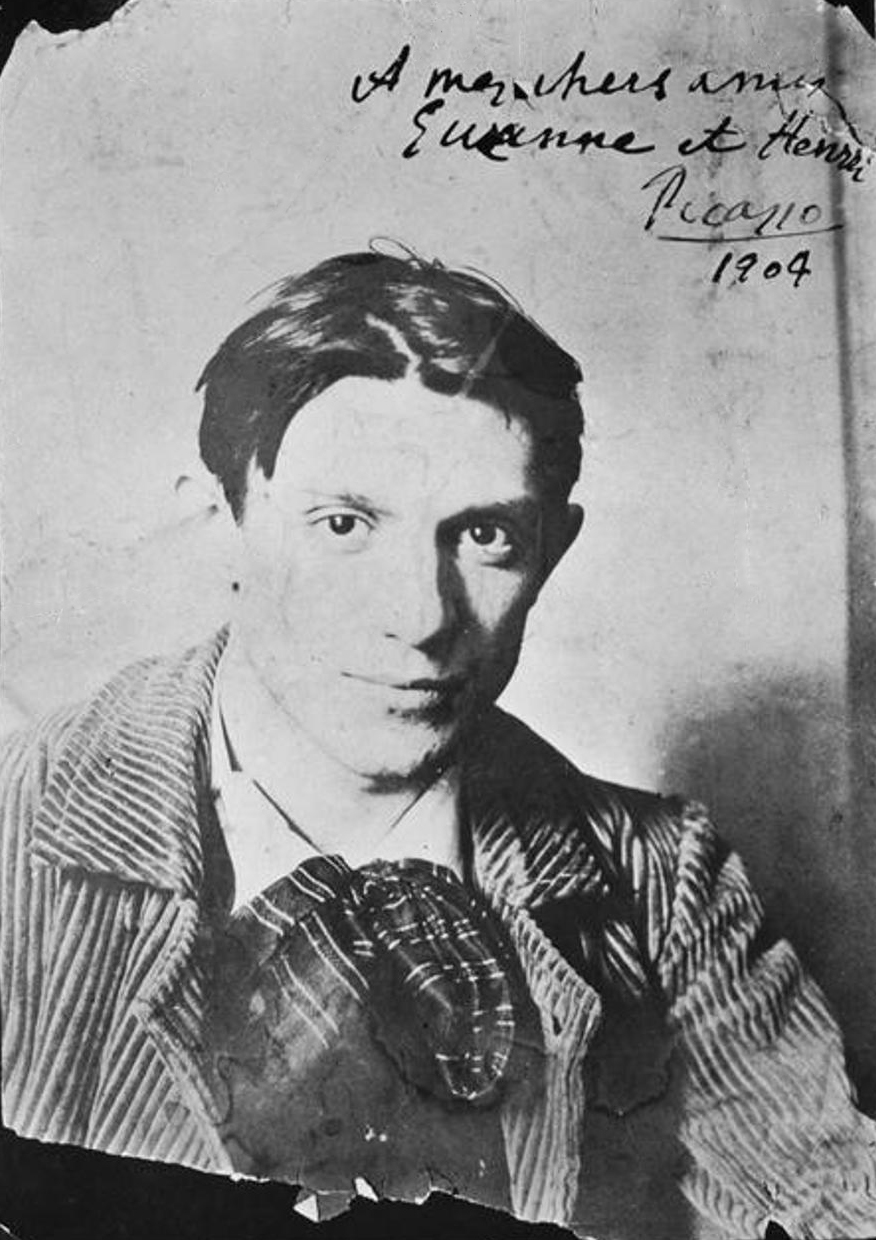
Pablo Picasso în 1904, la Paris, fotografie de Ricard Canals i Llambí
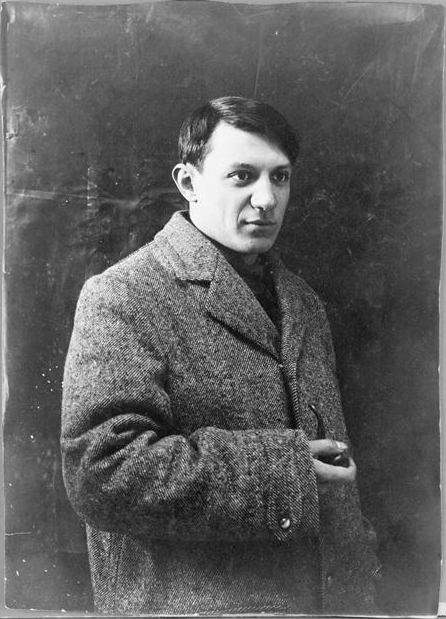
Portret al lui Picasso din 1908, autor necunoscut
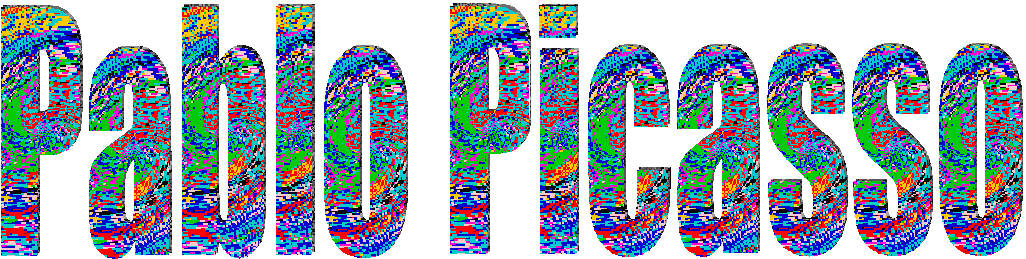
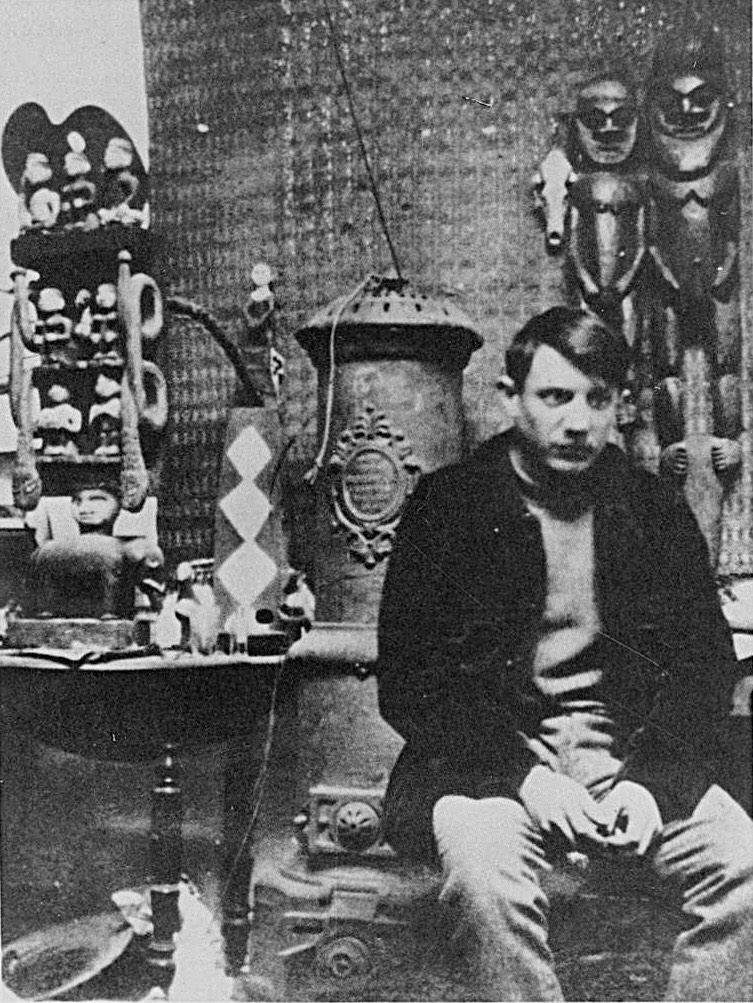
Picasso în atelierul său din Montmartre, 1908, autor Franck Gelett Burgess
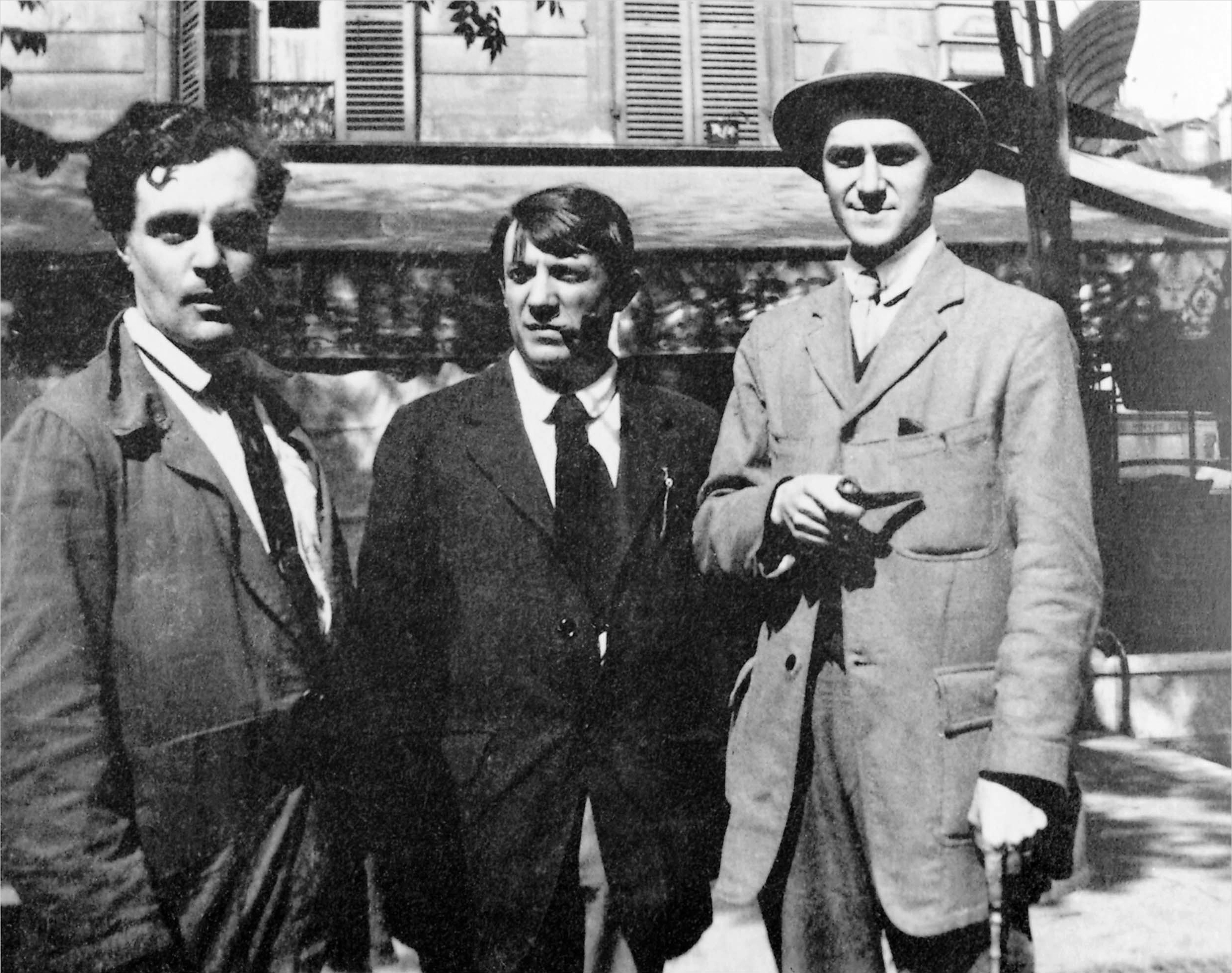
Modigliani, Picasso și Salmon în fața Café de la Rotonde, Montparnasse, Paris, imagine fotografiată de Jean Cocteau
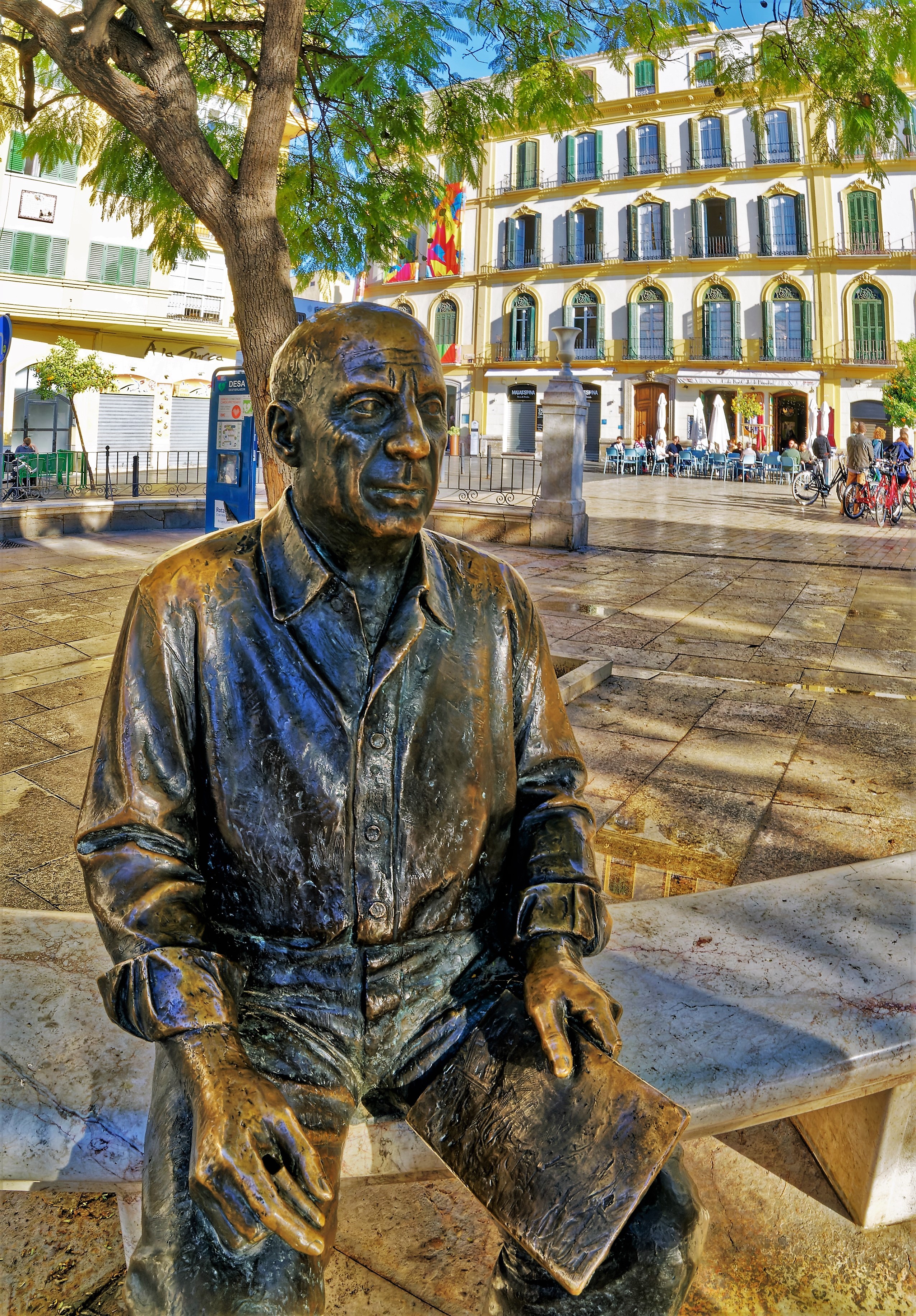
Statuie a artistilui, la locul nașterii acestuia (25 octombrie 1881) – Fotografie de Holger Uwe Schmitt (2021)